# 甘氨酸受体

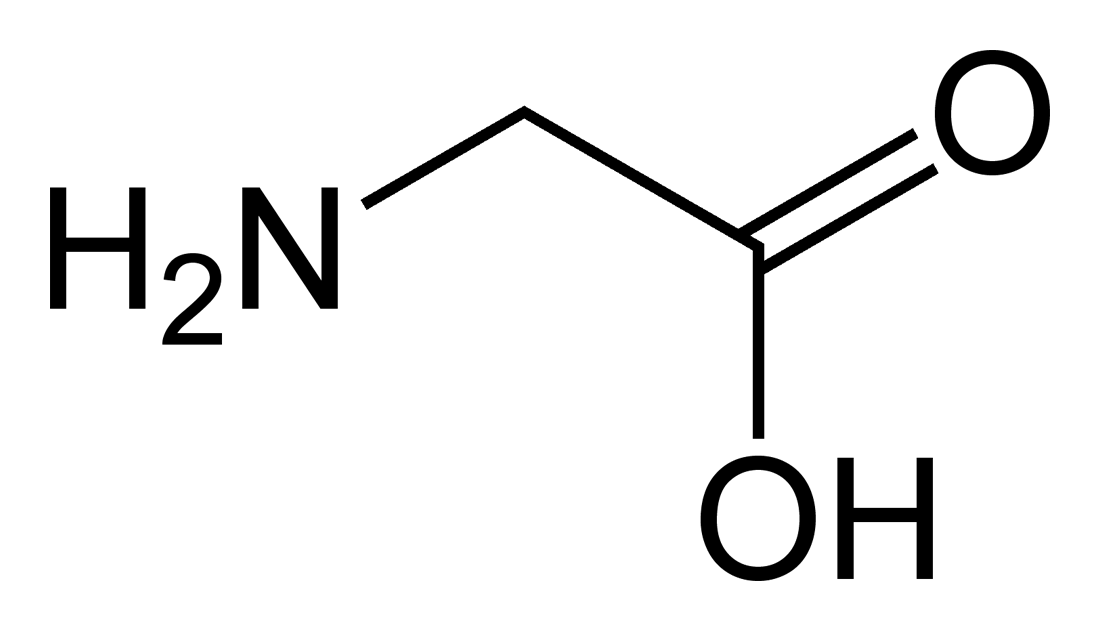
甘氨酸

甘氨酸受體 (英語：glycine receptor，簡寫GlyR)，是胺基酸類神經傳導物甘胺酸的受體。GlyR是藉由 氯離子流產生作用的離子通道型受體。它是中樞神經系統分布最廣泛的抑制型受體之一，在許多生理過程中有重要作用，尤其是脊髓和腦幹的抑制型神經傳導。
它可以被一系列簡單的氨基酸激活，包含甘胺酸、β-丙氨酸以及牛磺酸，也可以被番木鳖碱選擇性結抗。 咖啡因是GlyR的競爭性拮抗劑。

## 配體

### 激動劑
- β-丙氨酸
- D-丙氨酸
- D-絲氨酸
- 甘氨酸
- Hypotaurine（英语：Hypotaurine）
- L-丙氨酸
- L-脯氨酸
- L-絲氨酸
- Milacemide（英语：Milacemide）
- Quisqualamine
- 肌氨酸
- 牛磺酸

### 正向別構調節劑
- 乙醇

### 拮抗劑
- Bicuculline（英语：Bicuculline）
- Brucine（英语：Brucine）
- 咖啡因
- Picrotoxin（英语：Picrotoxin）
- 番木鳖碱
- Tutin